# Receptor 5-HT5A
Receptor 5-HT5A, receptor serotoninowy 5A – białko kodowane u człowieka genem HTR5A.

## Funkcja
Wymieniony wcześniej gen należy do rodziny receptorów serotoninowych. Koduje on wielokrotnie przechodzące przez błonę komórkową białko transbłonowe pełniące funkcję receptora dla serotoniny (5-hydroksytryptaminy) sprzężonego z białkiem G, którego pobudzenie ujemnie wpływa na poziom cAMP dzięki białkom Gi i Go. Wykazano, że białko to działa po części poprzez regulację mobilizacji wapnia (Ca2+) wewnątrzkomórkowego.
Wykazano, że u gryzoni występują dwa funkcjonalne podtypy receptora 5-HT5: 5-HT5A i 5-HT5B. Choć człowiek posiada gen kodujący podtyp 5-HT5B, sentencja kodująca przerwana jest kodonem stop, co czyni gen niefunkcjonalnym. W efekcie jedynie podtyp 5-HT5A podlega ekspresji w ludzkim mózgu.
Cząsteczka zdaje się służyć jako presynaptyczny autoreceptor serotoninowy.

## Znaczenie kliniczne
Ligandem receptora jest serotonina, neuroprzekaźnik zaangażowany w szeroki zakres czynności mózgu i efekty wazodylatacyjne.

## Ligandy selektywne
Istnieje kilka selektywnych ligandów receptora 5-HT5A dostępnych komercyjnie. Jeśli w badaniach naukowych pożądana jest selektywna aktywacja tego rodzaju receptora, można użyć nieselektywnego agonisty tego receptora 5-karboksyamidotryptaminy w połączeniu z selektywnymi antagonistami pozostałych celów molekularnych (głównie 5-HT1A, 5-HT1B, 5-HT1D i 5-HT7).

### Agonisty
- kwas walerenowy, składnik waleriany (wykazuje działanie częściowo agonistyczne względem receptora 5HT5A[9])

- ligand o budowie przedstawionej poniższym wzorem strukturalnym (wykazuje selektywny agonizm względem 5-HT5A z Ki = 124 nM[10])

### Antagonisty
- latrepirdyna (nieselektywny antagonista)[11]